# Tussenjaar
Een tussenjaar is een jaar tussen (meestal) twee opleidingen, waarin men iets geheel anders doet. Een tussenjaar is bedoeld om de horizon te verbreden en ideeën op te doen voor een studiekeuze of nieuwe baan. De invulling van een tussenjaar verschilt per persoon: een tussenjaar kan worden genomen door iedereen die het gevoel heeft dat het jaar meer rust, verdieping of kennis kan opleveren, en die daartoe de financiële mogelijkheden heeft en geen andere verplichtingen die dat in de weg staan.

## Ontstaan van begrip

### Gap Yearin Engeland
In Engeland is het begrip ‘gap year’ als eerste groot geworden. Vanaf de jaren zestig ontdekten met name de hippies de mogelijkheid om grote reizen te maken en in de jaren 90 stimuleerde deze generatie hun kinderen om ook een tussenjaar te nemen. Dankzij alle nieuwe technologie was een grote reis inmiddels een stuk toegankelijk geworden en makkelijker te regelen. In Engeland is een tussenjaar veel gangbaarder dan in Nederland, daar reizen jaarlijks 230.000 mensen tussen de 18 en 24 jaar naar het buitenland tijdens hun tussenjaar.

### Schoolverlaters
Vooral schoolverlaters die net hun diploma hebben gehaald gaan er een jaar tussenuit. Het aantal scholieren dat voor een tussenjaar kiest groeit gestaag. Uit gegevens verzameld via de jaarlijkse Startmonitor van ResearchNed blijkt dat sinds 2008 het aantal jongeren dat voor een tussenjaar kiest elk jaar stijgt, afgezien van een lichte daling in 2011. Ongeveer negen procent van de eerstejaarsstudenten heeft tegenwoordig een tussenjaar ingelast. Grofweg een derde hiervan gaat in dat tussenjaar naar het buitenland. Het tussenjaar is bovendien positief voor de studiekeuze. Studenten die voor hun studie een jaar gewerkt of gereisd hebben, vallen minder vaak uit in hun eerste studiejaar.

### Studenten
Studenten kiezen vaak voor een tussenjaar wanneer zij tijdens hun studie extra ervaring op willen doen of geld moeten verdienen voor het bekostigen van de opleiding. Ook wanneer zij tijdelijk niet zo gemotiveerd meer zijn om te studeren beslissen studenten soms een tussenjaar te nemen. Ook na het behalen van de bachelor of master kiezen veel studenten voor het nemen van een tussenjaar. In dat jaar doen zij ervaring op die belangrijk is voor het curriculum vitae en/of voor het maken van keuzes voor een baan of vervolgstudie.

### Career breakers
Volwassenen nemen in een tussenjaar de mogelijkheid om zich op persoonlijk en/of professioneel vlak verder te ontwikkelen. Dat tussenjaar hoeft niet noodzakelijkerwijs 12 maanden te duren maar kan ook van kortere of langere duur zijn. Meestal spreekt men in dit geval van een sabbatical.

## Invullingen van een tussenjaar
Een tussenjaar biedt veel mogelijkheden in binnen- en buitenland. Onderstaande activiteiten worden vaak ook gecombineerd gedurende het jaar.

### Betaald of vrijwilligerswerk
Veel jongeren kiezen ervoor om in een tussenjaar te gaan werken, soms ook in het buitenland (bijvoorbeeld Australië). Tijdens betaald of vrijwilligerswerk worden heel andere vaardigheden geleerd dan op school. Vooral wanneer de studiekeuze nog niet duidelijk is, biedt werken de mogelijkheid om ervaring op te doen en geld te verdienen, bijvoorbeeld om een vervolgstudie te bekostigen.

### Studiekeuze maken
Ruim de helft van de jongeren die een tussenjaar nemen doet dit vanwege twijfel over studiekeuze. Tijdens een tussenjaar kunnen zij op verschillende manieren op verschillende manieren verder werken aan het maken van een studiekeuze. Bijvoorbeeld door deel te nemen aan open dagen, meeloopdagen en proefstuderen bij onderwijsinstellingen.

### Tussenjaarprogramma in Nederland
Jongeren die niet weten wat ze na hun tussenjaar willen gaan doen kunnen op verschillende plekken in Nederland deelnemen aan een tussenjaarprogramma. Samen met een groep leeftijdgenoten worden zij in zo'n programma een of meerdere dagen per week, gedurende een aantal weken of maanden begeleid bij hun persoonlijke ontwikkeling en richting studiekeuze.

#### Au pair
Een specifieke invulling van werken in het buitenland is het werken als au pair. In ruil voor kost, inwoning en zakgeld ondersteunt een au pair een gezin bij de zorg voor de kinderen. Zowel jongeren als studenten kiezen vaak voor deze optie. Je leert een vreemde taal beter spreken en leert een cultuur van binnenuit kennen. In je vrije tijd kun je je omgeving verkennen, tijd besteden aan je hobby's of een (taal)cursus volgen. Vaak moet je minstens achttien jaar zijn om als au pair aan de slag te gaan.

### Vrijwilligerswerk

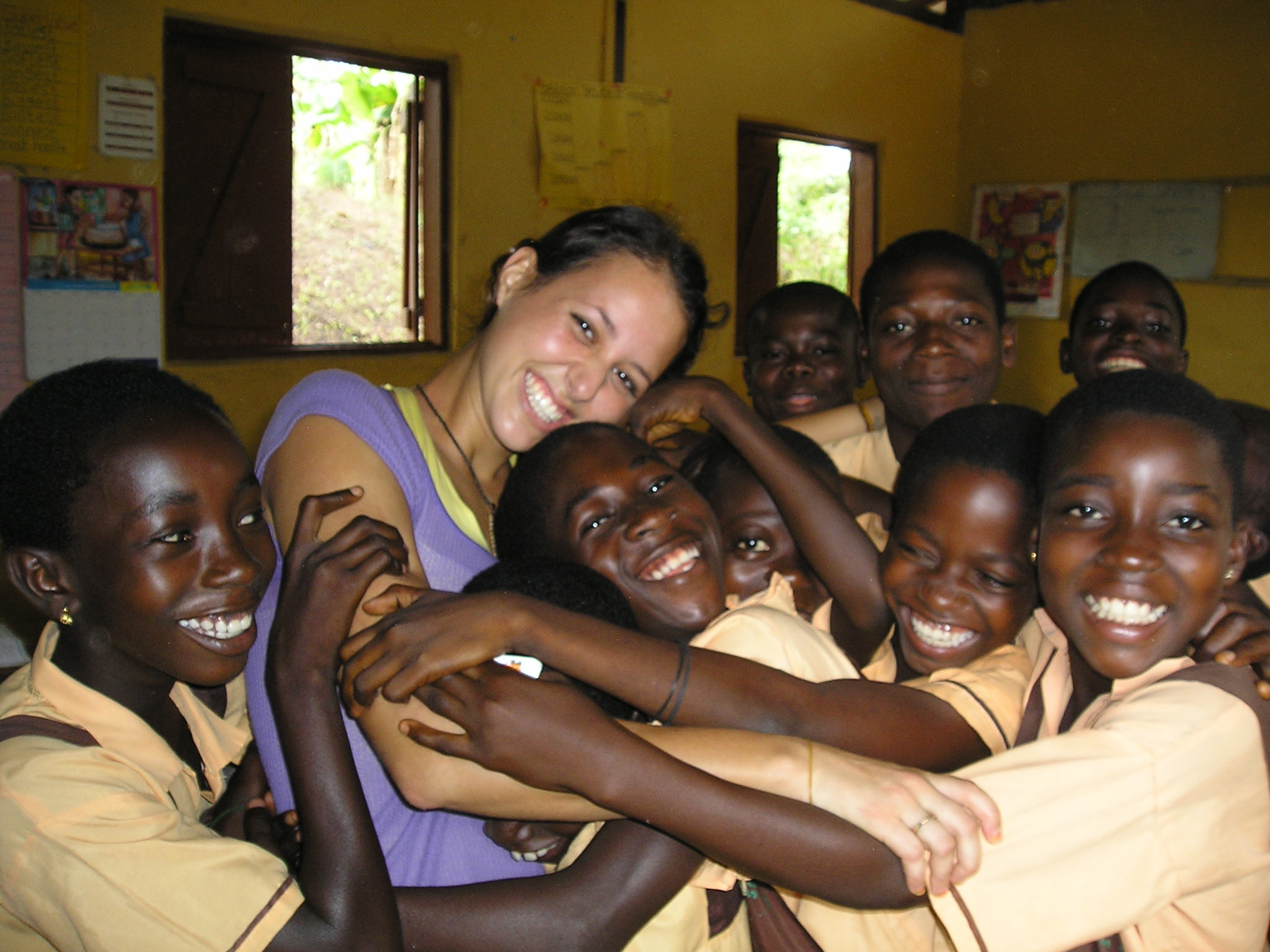
Vrijwilliger in Ghana

Een andere manier om een tussenjaar in te vullen is het doen van vrijwilligerswerk in binnen- of buitenland. Zowel jongeren, studenten als career breakers kiezen soms voor deze optie. Voordeel van werken in het buitenland is het leren kennen van een andere cultuur, nadeel daarvan is dat het een stuk duurder is dan in Nederland vrijwilligerswerk doen.

### Reizen
Veel mensen kiezen ervoor om niet te werken gedurende hun tussenjaar. Zij gaan eropuit met hun rugzak en reizen gedurende een bepaalde tijd rond om zo in aanraking te komen met verschillende mensen, plekken en culturen. De kosten zijn afhankelijk van de regio waar men reist. Australië is een populaire bestemming onder backpackers, maar duurder dan Azië of Zuid-Amerika.

### Een taal leren
Het volgen van een taalcursus kan in veel verschillende landen wereldwijd. Taalscholen bieden vaak complete lespakketten aan, eventueel met huisvesting inbegrepen. Het voordeel van het volgen van een taalcursus is dat het later van pas kan komen tijdens een studie of baan. Bovendien staat het goed op het cv. Wat veel jongeren als positief ervaren is dat het ritme van naar school gaan en leren gewoon blijft. Daardoor is het gemakkelijker om na een tussenjaar aan een studie te beginnen of deze te hervatten. Ook tijdens een taalcursus maken mensen kennis met andere culturen en steden, wel is de klas vaak internationaal.

### High schoolofcollege
Een andere manier om een tussenjaar vorm te geven, is een jaar high school of college in de Verenigde Staten. Het zijn vooral jongeren die voor deze mogelijkheid kiezen. Op een college is het vaak mogelijk (deels) een eigen vakkenpakket samen te stellen, wat ook kan helpen bij de studiekeuze. In sommige gevallen zijn er ook beurzen beschikbaar.